# Liste der Biografien/Tsv
Liste der Biografien |
Portal Biografien |
Personensuche
# |
A |
B |
C |
D |
E |
F |
G |
H |
I |
J |
K |
L |
M |
N |
O |
P |
Q |
R |
S |
T |
U |
V |
W |
X |
Y |
Z |
?
 
Ta |
Tc |
Te |
Tf |
Tg |
Th |
Ti |
Tj |
Tk |
Tl |
Tm |
To |
Tq |
Tr |
Ts |
Tu |
Tv |
Tw |
Tx |
Ty |
Tz
 
Tsa |
Tsc |
Tse |
Tsh |
Tsi |
Tsj |
Tso |
Tsu |
Tsv |
Tsy |
Tsz
Die Liste der Biografien führt alle Personen auf, die in der deutschsprachigen Wikipedia einen Artikel haben. Dieses ist eine Teilliste mit 8 Einträgen von Personen, deren Namen mit den Buchstaben „Tsv“ beginnt.

## Tsv

### Tsva
- Tsvangirai, Morgan (1952–2018), simbabwischer PolitikerMorgan Tsvangirai (1952–2018)

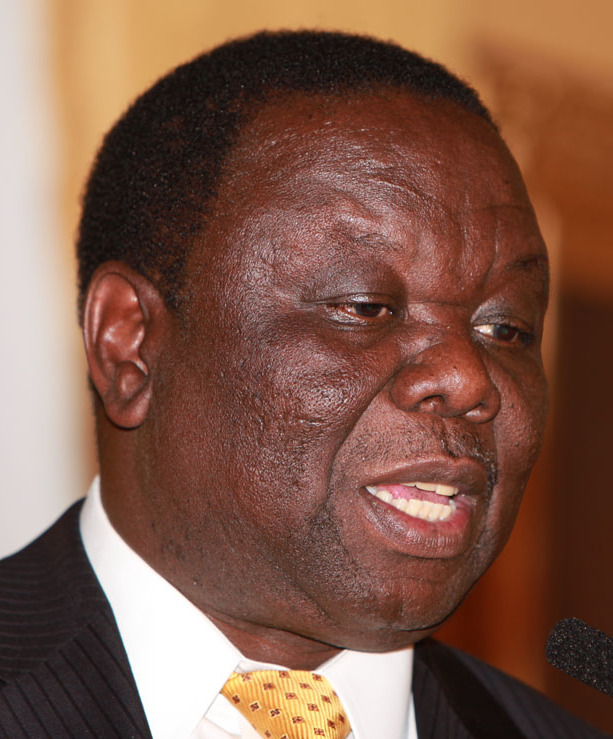
Morgan Tsvangirai (1952–2018)

- Tsvasman, Leon (* 1968), Medienphilosoph, Autor und Künstler
- Tsvaygenbaum, Israel (* 1961), russisch-US-amerikanischer Künstler

### Tsve
- Tsvetkov, Nikita (* 2005), usbekischer Radrennfahrer
- Tsvetkov, Vladimir (* 1980), deutscher Eiskunstläufer
- Tsvetkova, Yulia (* 1993), russische Aktivistin

### Tsvi
- Tsvietinskyi, Yakiv (* 1991), ukrainischer Jazzmusiker (Trompete)
- Tsvikeviç, Tatsyana (* 1980), türkische Schauspielerin